# Tosin Kehinde
Tosin Kehinde (Lagos, 18 giugno 1998) è un calciatore nigeriano, centrocampista del Ferencváros.

## Caratteristiche tecniche
È un esterno sinistro che può giocare in entrambe le fasce.

## Carriera
Nato a Lagos, è cresciuto in Inghilterra dove ha fatto parte del settore giovanile del Manchester Utd dal 2011 al 2018. Successivamente ha giocato una stagione con i portoghesi del Feirense, che nel 2019 lo hanno ceduto in prestito al Randers. Con il club danese ha fatto il suo esordio fra i professionisti in occasione dell'incontro di Superligaen perso 1-0 contro l'Odense, ed il 5 luglio 2020 ha segnato la sua prima rete, decisiva per la vittoria per 3-2 contro l'Hobro. Al termine della stagione è stato acquistato a titolo definitivo.

## Statistiche

### Presenze e reti nei club
Statistiche aggiornate al 6 marzo 2023.
| Stagione        | Squadra         | Campionato      | Campionato | Campionato | Coppe nazionali | Coppe nazionali | Coppe nazionali | Coppe continentali | Coppe continentali | Coppe continentali | Altre coppe | Altre coppe | Altre coppe | Totale | Totale | Totale |
| Stagione        | Squadra         | Comp            | Pres       | Reti       | Comp            | Pres            | Reti            | Comp               | Pres               | Reti               | Comp        | Pres        | Reti        | Pres   | Reti   |        |
| --------------- | --------------- | --------------- | ---------- | ---------- | --------------- | --------------- | --------------- | ------------------ | ------------------ | ------------------ | ----------- | ----------- | ----------- | ------ | ------ | ------ |
| 2019-2020       | Randers         | SL              | 12+8       | 0+1        | CD              | 4               | 0               |                    | -                  | -                  |             | -           | -           | 24     | 1      |        |
| 2020-2021       | Randers         | SL              | 17+9       | 1+1        | CD              | 6               | 0               |                    | -                  | -                  |             | -           | -           | 25     | 2      |        |
| 2021-2022       | Randers         | SL              | 18+10      | 2+3        | CD              | 4               | 1               | UEL+UECL           | 2+8                | 0                  |             | -           | -           | 42     | 6      |        |
| 2022-2023       | Randers         | SL              | 16         | 1          | CD              | 1               | 0               |                    | -                  | -                  |             | -           | -           | 17     | 0      |        |
| Totale carriera | Totale carriera | Totale carriera | 90         | 9          |                 | 15              | 1               |                    | 10                 | 0                  |             | -           | -           | 115    | 10     |        |

## Palmarès

### Club

#### Competizioni nazionali
- Coppa di Danimarca: 1

Randers: 2020-2021
- Campionato ungherese: 2

Ferencvaros: 2023-2024, 2024-2025